# Albany Creek
Albany Creek is een plaats in de Australische deelstaat Queensland en telt 15.942 inwoners (2006).